# Divisiones censales de Manitoba
Statistics Canada divide la provincia de Manitoba en 23 divisiones censales. Las divisiones censales no son unidades de gobierno local en Manitoba. 
- Division n.º 1, Manitoba, Eastern Manitoba, Eastman Region
- Division n.º 2, Manitoba, Steinbach Area, Eastman Region
- Division n.º 3, Manitoba, Pembina Valley, Pembina Valley Region
- Division n.º 4, Manitoba, Pilot Mound Area, Pembina Valley Region
- Division n.º 5, Manitoba, South West Westman
- Division n.º 6, Manitoba, Virden Area, Westman
- Division n.º 7, Manitoba, Brandon Area, Westman
- Division n.º 8, Manitoba, Central Manitoba, Central Plains Region
- Division n.º 9, Manitoba, Portage la Prairie Area, Central Plains Region
- Division n.º 10, Manitoba, Whitehorse Plains, Central Plains Region
- Division n.º 11, Manitoba, Winnipeg, Winnipeg Capital Region
- Division n.º 12, Manitoba, Beausejour Area, Eastman Region
- Division n.º 13, Manitoba, Selkirk Area, Interlake Region
- Division n.º 14, Manitoba, South Interlake Interlake Region
- Division n.º 15, Manitoba, Western Manitoba Westman
- Division n.º 16, Manitoba, Roblin, Russell, Rossburn Area, Parkland Region
- Division n.º 17, Manitoba, Dauphin, Parkland Region
- Division n.º 18, Manitoba, North Interlake Area Interlake Region
- Division n.º 19, Manitoba, North East Northern Region
- Division n.º 20, Manitoba, Swan River, Parkland Region
- Division n.º 21, Manitoba, Flin Flon y North West Northern Region
- Division n.º 22, Manitoba, Thompson y North Central Northern Region
- Division n.º 23, Manitoba, Churchill y Northern Manitoba, Northern Region